# Malý Kamenec
Malý Kamenec (in ungherese Kiskövesd) è un comune della Slovacchia facente parte del distretto di Trebišov, nella regione di Košice.